# Canon EOS 450D
Canon EOS 450D är en digital spegelreflexkamera. Den är uppföljaren till Canon EOS 400D, och saluförs i Nordamerika under namnet EOS Rebel XSi och EOS Kiss X2 i Japan. Kameran lanserades i mars 2008 och kostade då cirka 7 700 kronor för enbart kamerahuset, eller cirka 8 700 kronor med ett särskilt objektiv med inbyggd bildstabilisering.
De största skillnaderna gentemot den tidigare modellen 400D är att kameran nu har en högre upplösning, en större display och så kallad Live View. En annan är att skillnaden mot Canons dyrare semiproffsserie är betydligt mindre än i föregående generation. Förra generationens EOS 30D hade signifikanta övertag mot EOS 400D. Valet mellan EOS 40D och EOS 450D är däremot inte fullt lika självklart.

## Egenskaper[2]
- 12,2 megapixlars CMOS-sensor
- 3,5 bilder per sekund
- 9-punkts autofokus med bred mätyta
- Inbyggt rengöringssystem för CMOS-sensorn
- 3,0-tums LCD med direktvisningsläge (Live View)
- DIGIC III-processor